# رلکام
رلگامRELCOM (روسی: РЕЛКОМ, Релком)، کوته‌نوشت «RELiable COMmunications» (ارتباطات مطمئن)، یک شبکه رایانه‌ای در روسیه است.

## شبکه
این شبکه در اتحاد جماهیر شوروی در ۱ اوت ۱۹۹۰ در مؤسسه کورچاتوف و با همکاری DEMOS راه‌اندازی شد (اگرچه تیم مهندسی در DEMOS در آن زمان بیشتر از کارکنان مؤسسه کورچاتوف تشکیل شده بود، برخی از اعضای کلیدی (میکاییل داویدوف, وادیم آنتونوف, دیمیتری وولودین) در تیم رلکام هرگز در مؤسسه کورچاتوف استخدام نشدند).
این شبکه یکی از نخستین شبکه‌های رایانه‌ای روسیه (و اولین ارائه‌دهنده خدمات اینترنت تجاری در اتحاد شوروی) بود و توسعه آن به پیدایش رونت منجر شد. در آغاز، این شبکه به‌صورت صرفاً مبتنی بر رایانامه و بر پایه پروتکل UUCP بود.
در جریان کودتای اوت ۱۹۹۱ شوروی، شبکه Relcom برای انتشار اخبار مربوط به این رویداد در سراسر جهان استفاده شد؛ در حالی که عاملان کودتا می‌کوشیدند با کمک کاگ‌ب، فعالیت رسانه‌های عمومی را سرکوب کنند.
در حال حاضر، این شبکه توسط شرکت Relcom Business Network Ltd. که یک ارائه‌دهنده خدمات اینترنت در روسیه است، مدیریت می‌شود.